# Achillbeg Island
Achillbeg Island är en ö i republiken Irland.   Den ligger i grevskapet Maigh Eo och provinsen Connacht, i den nordvästra delen av landet. Arean är 2,0 kvadratkilometer.
Terrängen på Achillbeg Island är platt. Öns högsta punkt är 95 meter över havet. Den sträcker sig 1,9 kilometer i nord-sydlig riktning, och 1,8 kilometer i öst-västlig riktning. Ön är täckt av gräs och hed. 